# ریچارد مک‌گوناگل
ریچارد مک‌گوناگل (به انگلیسی: Richard McGonagle) (زاده ۲۲ اکتبر ۱۹۴۶) بازیگر آمریکایی است.
از فیلم‌های معروف او می‌توان به بازی در فیلم مقررات درگیری، هاوارد اردکه اشاره کرد.